# Funció zeta d'Igusa
En matemàtiques, una funció zeta d'Igusa és un tipus de funció generatriu, que compta el nombre de solucions d'una equació, mòdul p, p2, p3, i així successivament.

## Definició
Per a un nombre primer {\displaystyle p} sigui {\displaystyle K} un cos p-àdic, és a dir, {\displaystyle [K:\mathbb {Q} _{p}]<\infty }, {\displaystyle R} l'anell de valuació i {\displaystyle P} l'ideal màxim. Per a {\displaystyle z\in K} {\displaystyle \operatorname {ord} (z)} expressa la valuació de {\displaystyle z}, {\displaystyle \mid z\mid =q^{-\operatorname {ord} (z)}}, i {\displaystyle ac(z)=z\pi ^{-\operatorname {ord} (z)}} per a un paràmetre uniformitzant {\displaystyle \pi } de {\displaystyle R}.
Sigui {\displaystyle \phi :K^{n}\mapsto \mathbb {C} } una funció de Schwartz-Bruhat, és a dir una funció constant local amb suport compacte i sigui {\displaystyle \chi } un caràcter de {\displaystyle K*}.
En aquest cas s'associa un polinomi no constant {\displaystyle f(x_{1},\ldots ,x_{n})\in K[x_{1},\ldots ,x_{n}]} a la funció zeta d'Igusa
{\displaystyle Z_{\phi }(s,\chi )=\int _{K^{n}}\phi (x_{1},\ldots ,x_{n})\chi (ac(f(x_{1},\ldots ,x_{n})))|f(x_{1},\ldots ,x_{n})|^{s}\,dx}
on {\displaystyle s\in \mathbb {C} ,\operatorname {Re} (s)>0,} i {\displaystyle dx} és una mesura de Haar normalitzada de manera que {\displaystyle R^{n}} posseeix una mesura unitària.

## Teorema d'Igusa
Junichi Igusa va demostrar que {\displaystyle Z_{\phi }(s,\chi )} és una funció racional en {\displaystyle t=q^{-s}}.
La demostració utilitza el teorema de Heisuke Hironaka sobre la resolució de singularitats. No obstant això, se sap molt poc, pel que fa a fórmules explícites. (Hi ha alguns resultats sobre les funcions zeta d'Igusa de varietats de Fermat).

## Congruències mòdul potències deP{\displaystyle P}
Per tant, sigui {\displaystyle \phi } la funció característica de {\displaystyle R^{n}} i {\displaystyle \chi } el caràcter trivial. Fem {\displaystyle N_{i}} el nombre de solucions de la congruència
{\displaystyle f(x_{1},\ldots ,x_{n})\equiv 0\mod P^{i}}.
Llavors, la funció zeta d'Igusa
{\displaystyle Z(t)=\int _{R^{n}}|f(x_{1},\ldots ,x_{n})|^{s}\,dx}
està relacionada amb les sèries de Poincaré
{\displaystyle P(t)=\sum _{i=0}^{\infty }q^{-in}N_{i}t^{i}}
per
{\displaystyle P(t)={\frac {1-tZ(t)}{1-t}}.}